# Булькиза
Булькиза (алб. Bulqizë) — город на юге Албании. Административный центр одноимённого округа в области Дибра.
Название города было впервые письменно упомянуто в 1467 году. В 1948 году в окрестностях города нашли хром. Уже через два года при помощи Советского союза началась его добыча. Была построена фабрика для измельчения руды. Так село выросло в город. С падением коммунистического режима в 1991 году производство встало, а большинство трудящихся было уволено.